# Бычковидные
Бычковидные (лат. Gobioidei) — подотряд лучепёрых рыб крупнейшего отряда окунеобразных. Насчитывает около 2500 видов.
Чаще это маленькие морские донные или придонные рыбы. Самые маленькие представители Pandaka pygmaea и Schindleria brevipinguis длиной около 1 см. Самый крупный представитель Oxyeleotris marmorata достигает в длину 65 см. Вид Eviota sigillata является самым короткоживущим позвоночным животным в мире, максимальный возраст которого составляет в среднем 59 дней. Почти у всех видов имеются два спинных плавника.

## Классификация
В подотряд включают 9 семейств:
- Eleotridae Bonaparte, 1835 — Элеотровые
- Gobiidae Cuvier, 1816 — Бычковые
- Kraemeriidae Whitley, 1935 — Кремериевые
- Microdesmidae Regan, 1912 — Микродесмовые, или червевидные бычки
  - Microdesminae Regan, 1912
  - Ptereleotrinae Bleeker, 1875 — Птерэлеотровые
- Odontobutidae  Hoese & Gill, 1993 — Одонтобутовые
- Rhyacichthyidae Jordan, 1905 — Риацихтиевые
- Schindleriidae Giltay, 1934 — Шиндлериевые
- Thalasseleotrididae Gill & Mooi, 2012
- Xenisthmidae Miller, 1973 — Ксенистмовые